# Izumi Maki (athlétisme)
Pour les articles homonymes, voir Izumi Maki.
Izumi Maki (真木和, Maki Izumi), née le 10 décembre 1968 à Namikata (aujourd'hui Imabari) et morte le 18 octobre 2018 à Osaka, est une athlète japonaise.

## Biographie
Elle termine 20e du 10 000 mètres féminin aux championnats du monde d'athlétisme 1991, 12e du 10 000 mètres féminin aux Jeux olympiques d'été de 1992 et 17edu 10 000 mètres féminin aux championnats du monde d'athlétisme 1993. 
Elle remporte le Marathon de Gold Coast en 1994 et le Marathon de Nagoya en 1996. La même année, elle se classe 12e du marathon féminin aux Jeux olympiques d'Atlanta.
Elle meurt d'un cancer du sein à Osaka à l'âge de 49 ans.